# Route 93 (Ontario)
Pour les articles homonymes, voir Route 93.
La route 93 est une route provinciale de l'Ontario reliant l'autoroute 400 à Midland sur une distance de 24 kilomètres. Elle possède sa longueur actuelle depuis 1997, avant cette date, elle en possédait le double, s'étendant vers le sud jusqu'à la route 11 près de Barrie, puis vers le nord jusqu'à Penetanguishene. Ces deux sections ont été octroyées au réseau local (routes locales 93).

## Tracé
La route 93 débute à la jonction d'un échangeur avec l'autoroute 400 (sortie 121). Après avoir traversé  Hillsdale, elle contourne par l'est le lac Orr, puis elle continue vers le nord en traversant une région majoritairement agricole jusqu'à sa jonction avec la route 12 (terminus ouest de la 12), au sud de Midland, en direction de Victoria Harbour ou de l'autoroute 400 également. 
| Route 93 |             |      |                                                             |                               |
| District | Ville       | km   | Intersection/Destinations                                   | Notes                         |
| Simcoe   | Springwater | 0,0  | A-400, Toronto, Parry Sound                                 | Précédée par County Road 93   |
| Simcoe   | Waverley    | 12,7 | County Road 27 sud – Elmvale County Road 23 est – Coldwater |                               |
| Simcoe   | Midland     | 23,9 | R-12 sud, Orillia                                           | Continue comme County Road 93 |